# Pseudoneureclipsis graograman
Pseudoneureclipsis graograman là một loài Trichoptera trong họ Dipseudopsidae. Chúng phân bố ở miền Cổ bắc.